# Psychotria flaviramula
Psychotria flaviramula är en måreväxtart som beskrevs av Seymour Hans Sohmer. Psychotria flaviramula ingår i släktet Psychotria och familjen måreväxter. Inga underarter finns listade i Catalogue of Life.